# Brione sopra Minusio
Brione sopra Minusio je obec ve švýcarském kantonu Ticino, okresu Locarno. Žije zde 485 obyvatel.

## Geografie

Letecký pohled (1953)

Obec se nachází nad Minusiem na úbočí hory s výhledem na jezero Lago Maggiore, nedaleko okresního města Locarna, ve střední části kantonu Ticino. Sousedí s obcemi Minusio, Avegno Gordevio, Mergoscia a Tenero-Contra.

## Historie
První zmínka o obci pochází z roku 1313 pod názvem Briono.
Ve středověku tvořila s Minusiem jednu obec, k níž do roku 1313 patřila také Mergoscia. Až do roku 1952 se však o různé majetky dělila s ostatními obcemi, což vedlo k řadě konfliktů. Samostatnou obcí se stala v roce 1479, ale již v roce 1397 tvořila okrsek s oběma zmíněnými obcemi a vesnicí Contra. Své stanovy měla již v roce 1313. Kostel Santa Maria Lauretana, postavený v letech 1558–59, byl ve druhé polovině 19. století přestavěn. Až do roku 1662 patřil San Vittore in Locarno, poté dostal kaplana a v roce 1777 farního vikáře. Tradičně bylo hlavním zaměstnáním obyvatel, kteří měli právo pastvy na Magadinské planině, pěstování vína, ovoce, obilí a konopí a také pastevectví. Nedostatek půdy donutil lidi brzy emigrovat.

## Obyvatelstvo

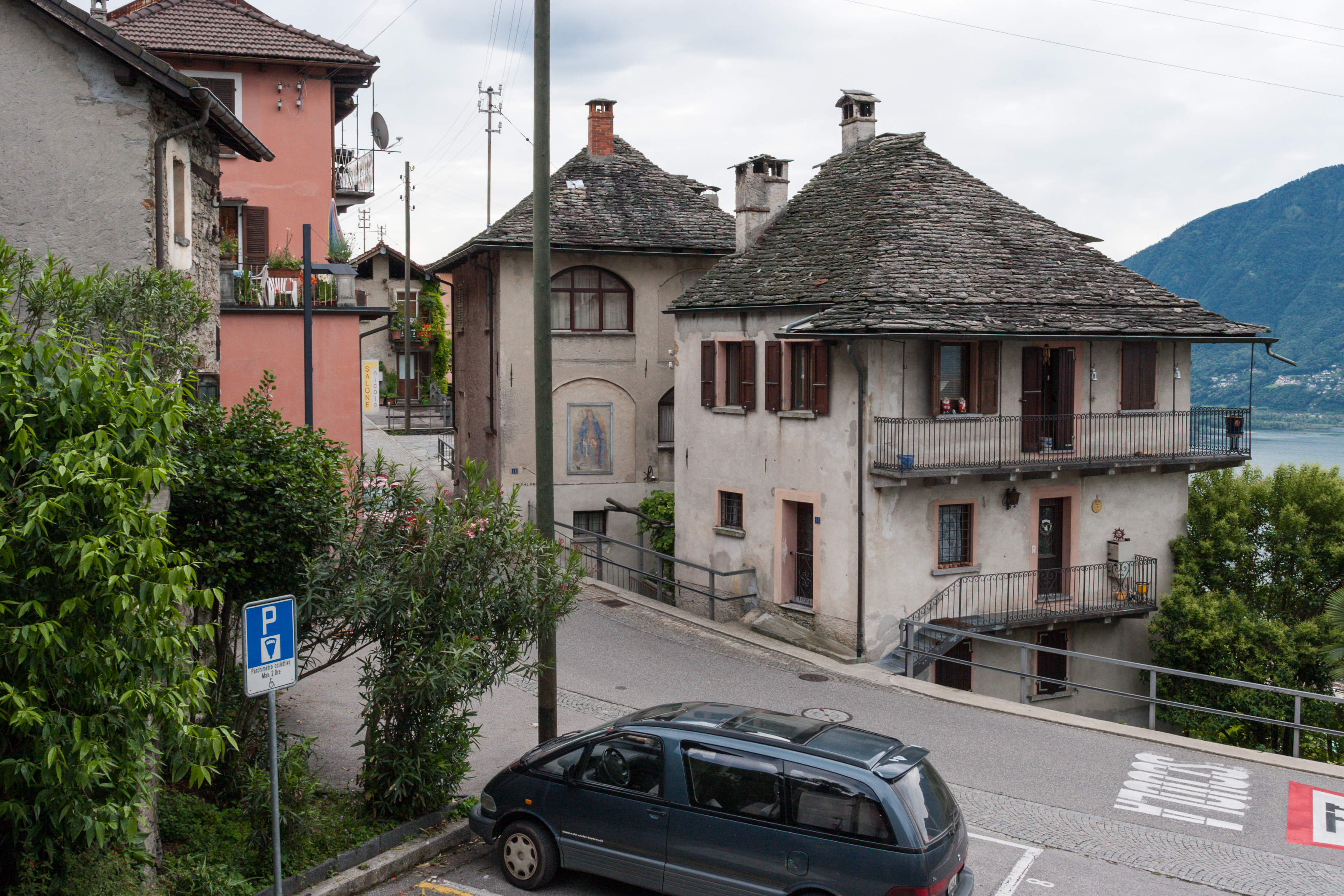
Domy v centru obce

| Rok            | 1596 | 1795 | 1850 | 1900 | 1941 | 1950 | 2000 | 2010 | 2011 | 2012 | 2020 |
| Počet obyvatel | 277  | 463  | 639  | 497  | 324  | 341  | 413  | 484  | 525  | 539  | 480  |

## Hospodářství
Obec je tradičně rezidenční obcí bez průmyslu a zemědělství (s výjimkou lesnictví). V roce 1990 pracovalo více než 75 % pracovní síly ve třetím sektoru. V obci se nacházejí různé turistické zajímavosti a možnosti ubytování; obec je oblíbená také jako rekreační obec s mnoha rekreačními nemovitostmi.

## Doprava
Na území obce se nenachází žádná železniční trať; trať SBB s normálním rozchodem z Bellinzony, navazující na Gotthardskou dráhu, má nejbližší zastávku v Minusiu. Regionální vlaky na lince Locarno–Bellinzona/Lugano obsluhují zastávku Minusio v pravidelných intervalech. Spojení s okolními obcemi zajišťují autobusové linky Ferrovie autolinee regionali ticinesi (FART).